# Agnès Richomme
Agnès Richomme, nascida em 11 de dezembro de 1906 em Paris (5º distrito), morreu em Nimes em 10 de dezembro de 2001, foi uma freira francesa, autora de obras sobre espiritualidade e a vida dos santos. Ela é notavelmente conhecida como a roteirista de metade dos quadrinhos da coleção Belles Histoires et Belles Vies. Seu livro La Belle Vie de Notre-Dame, publicado em 1949, vendeu 435.000 cópias em 20 anos.

## Biografia
Adolphine Germaine Richomme nasceu em 11 de dezembro de 1906 no 5 º arrondissement de Paris.
Seu primeiro nome usual é Agnès, a correção de seu estado civil oficial foi feita tarde, em 1956.
Filha de um contador, originária da Crégy-lès-Meaux e morando na rue Mouffetard no Quartier Latin, Agnès Richomme torna-se freira.

### Sócio de Gaston Courtois; primeiros escritos
É colaboradora de Gaston Courtois (1897-1970), o fundador dos movimentos e críticas juvenis " Corações valentes ”e“ Valiant Souls ”, então fundador do International Catholic Children's Office.
Como escritora, Agnès Richomme se destacou pela primeira vez por seus trabalhos espirituais, como Méditations sur l'Ave Maria, publicado em 1949.

### Escritor de quadrinhos cristão
Tornou-se “famosa no mundo editorial” pelo grande número de quadrinhos que ela escreveu como parte da coleção "Belles Histoires et Belles Vies”. La Belle vie de Notre-Dame, a primeira obra que escreveu nesta coleção, foi amplamente distribuída, com 435.000 unidades vendidas entre 1949 e 1969. Nesta coleção, ela escreve a vida dos principais santos da história cristã.
Suas vidas mais famosas como santos nesta coleção estão em Notre-Dame, Saint Louis-Marie Grignion de Montfort, Santa Teresinha do Menino Jesus, Santa Bernadete de Lourdes, Santa Joana D'Arc, São Pedro, Santa Catarina Labouré, Papa João XXIII, Irmã Rosalie, São Bernardo. Ela também escreve sobre as aparições marianas, como Nossa Senhora de Fátima.
Seus quadrinhos na coleção "Belles histoires, belles vies" são publicados pela primeira vez em preto e branco pela Fleurus, uma coleção criada em 1947. Agnès Richomme publicou nesta coleção até 1967. Os álbuns foram relançados por Fleurus, a partir de 1995 por Mame  e coloridos a partir de 1994 pelos irmãos Chagnaud.
Os álbuns que ela escreve nesta coleção são acompanhados por ilustrações principalmente de Robert Rigot, mas também de Giannini, Decomble, Alain d'Orange, Raoul Auger.
Ela também publica um álbum da coleção "Vivants témoins" em 1978, Monsieur Vincent, ilustrado por Noël Gloesner.

### Outros escritos, mortes
Paralelamente aos roteiros de quadrinhos, Agnès Richomme continua publicando outros livros. Em 1971, ela escreveu a biografia do Padre Gaston Courtois. Yves-Marie Hilaire considera, entretanto, que esta biografia não é totalmente satisfatória para um historiador.
Agnès Richomme morreu em Nîmes no Gard em 10 de dezembro de 2001, aos 95 anos.

## Trabalho

### Obras de espiritualidade
- Blanc, rouge et or, notre rosaire, Paris, Union des œuvres catholiques de France, 1946 ; rééd. Notre rosaire : blanc, rouge et or, Paris, Fleurus, 1952.
- Contacts avec le Christ, Paris, Union des œuvres catholiques de France, 1947 ; Contacts avec le Christ, deuxième, troisième et quatrième série, Paris, Fleurus, 1950, 1952, 1953.
- Méditations sur l'Ave Maria, 1949.
- Méditations sur le Pater, Edition Fleurus, 1949.
- Le Chant de la confiance, psaume 90, Paris, Éditions Fleurus, collection Feuillets de vie spirituelle no 19, 1953.
- Les Dernières paroles de Jésus, Paris, Éditions Fleurus, collection Feuillets de vie spirituelle no 22, 1954.
- L'Appel au Saint-Esprit, Paris, Éditions Fleurus, collection Feuillets de vie spirituelle no 28, 1955.
- Louanges mariales, commentaire des litanies de la Sainte Vierge, Paris, Fleurus, 1958.
- À l'écoute de Notre-Dame, Paris, P. Lethielleux, 1961.
- « Je vous ai dit », Paris, Fleurus , 1966.
- En prière avec l'Église chaque jour :
  1. Le Temps de l'Avent et de Noël, Paris et Fribourg, Éditions Saint-Paul, 1966 ;
  2. De la Septuagésime à Pâques, 1966 ;
  3. Le Temps pascal, 1967 ;
  4. Le Temps après la Pentecôte, 1967.
- Marie contemplée à la lumière du Concile, éd. Saint Augustin, 1968.
- Dieu révèle aux hommes le bonheur, Paris et Fribourg, Éd. Saint-Paul, 1970.
- Un prêtre, Gaston Courtois, fils de la charité, 1897-1970, Union des œuvres - Fleurus, 1971.
- Mamans de tous les temps, Paris, Éditions S.O.S., 1978.
- Un Ami pour chaque jour : les saints du calendrier, Paris, Éditions S.O.S., 1980.
- À l'écoute de saint Jean, Paris, Éditions S.O.S., 1983.
- Marie, mère de Dieu, notre mère, Paris, S.O.S. Éditions, 1986.
- Béatrice de Silva : fondatrice de l'Ordre de l'Immaculée Conception, une sainte d'hier pour les temps d'aujourd'hui, Paris et Fribourg, Éd. Saint-Paul, 1991.

### Histórias em quadrinhos
Comics na coleção " Belles Histoires et Belles Vies ”, ed. Fleurus e depois Mame (reimpressões coloridas de 1995), :
- La Belle Vie de Notre-Dame, 1949 ; rééd. sous le titre Marie de Nazareth, 1995.
- Anne-Marie Javouhey, 1949.
- Jeanne d'Arc, 1950 ; rééd. 1994.
- Sainte Thérèse de l'Enfant-Jésus, 1951.
- Sainte Catherine Labouré, 1951 ; rééd. Catherine et la médaille miraculeuse.
- Sainte Bernadette, 1953 ; rééd. Bernadette de Lourdes.
- Saint Bernard, 1953 ; rééd. Bernard le hérault de la chrétienté.
- Saint Louis-Marie Grignion de Montfort, 1955.
- Un entraîneur, Jean-Martin Moyë, 1956.
- Kateri Tekakwitha, 1957.
- Sainte Louise de Marillac, 1957.
- Sainte Rita, 1958 ; rééd. Rita, une vie extraordinaire.
- Étienne Pernet  et les petites Sœurs de l'Assomption, 1958.
- Sainte Jeanne-Antide Thouret, 1959.
- Jeanne Jugan, fondatrice des Petites Sœurs des Pauvres, 1960.
- Notre-Dame de Fatima, 1961.
- Pierre Bonhomme et les sœurs de Notre-Dame du Calvaire, 1962.
- Marguerite Bourgeoys, 1963.
- Mère Alphonse-Marie, 1963.
- Mère Saint-Ignace : Claudine Thévenet et les religieuses de Jésus-Marie, 1964.
- Le bon pape Jean, 1964.
- Sainte Marguerite-Marie, 1965 ; rééd. Marguerite-Marie, l'amour du Cœur de Jésus.
- Sainte Émilie de Rodat, 1965.
- Sœur Rosalie, l'apôtre du quartier Mouffetard, 1965.
- Louise et Laurence Lemarchand et les Filles de Sainte-Marie, 1966.
- Sainte Germaine de Pibrac, 1967.
- Saint Pierre, 1968 ; rééd. Pierre, le roc de l'Église.
- Pauline Jaricot, 1969.
- Pionniers pour la côte ouest - Monseigneur de Marion-Brésillac et la Société des missions africaines, 1971.

Quadrinhos em outras coleções :
- Monsieur Vincent, collection « Vivants témoins », Fleurus, 1978.[7]